# Piuratangara
Piuratangara (Sphenopsis piurae) är en fågel i familjen tangaror inom ordningen tättingar.

## Utbredning och systematik
Arten delas upp i två underarter med följande utbredning:
- piurae – södra Ecuador och nordvästra Peru
- macrophrys – västra Peru

Den har tidigare kategoriserats som en underart till svartörad tangara (S. melanotis).

### Släktestillhörighet
Tidigare placerades arten i släktet Hemispingus, men DNA-studier visar att de inte är varandras närmaste släktingar.

## Status
IUCN kategoriserar den som livskraftig.

## Namn
Piura är en region i nordvästra Peru, på gränsen till Ecuador.